# GM-94
GM-94 là loại súng phóng lựu bắn nhiều lần do cục Thiết kế Công cụ KBP tại Tula thiết kế. Loại súng này được thiết kế chủ yếu cho các lực lượng Spetsnaz trong quân đội, lực lượng an ninh Liên Bang và bộ nội vụ Nga. GM-94 là loại vũ khí được dùng cho nhiều mục đích khác nhau với nhiều loại lựu đạn 43mm được phát triển cho loại súng này từ loại không gây chết người đến đạn nhiệt áp. Bán kính sát thương thường trong khoảng 3 m, chúng hữu dụng khi chiến đấu trong môi trường chật hẹp vì phạm vi sát thương khá ngắn sẽ không gây nguy hiểm nhiều cho người sử dụng cũng như người đang chiến đấu cùng miễn là tuân thủ đúng phạm vi tối thiểu để sử dụng loại súng này vốn chỉ xa hơn phạm vi sát thương vài mét.
Loại đạn nhiệt áp mà GM-94 sử dụng có thể phá hủy hoặc làm hư hại một xe bọc giáp nhẹ với lớp giáp thép dày 8mm nếu bắn trúng trực tiếp.

## Thiết kế
GM-94 sử dụng cơ chế nạp đạn kiểu bơm đẩy nòng. Súng chứa được 4 quả đạn, 3 quả nằm trong ống đạn phía trên nòng súng và một quả nằm sẵn trong nòng. Khe nạp đạn nằm ở phía sau ống đạn và phía trên thân súng. Sau mỗi lần bắn thì người sử dụng sẽ đẩy nòng súng lên phía trên để vỏ đạn cũ rơi ra ngoài và quả đạn mới sẽ được đẩy vào vị trí ngay phía sau nòng súng và người sử dụng sẽ kéo nòng súng trở lại chỗ cũ để sẵn sàng bắn viên đạn tiếp theo. Cơ chế điểm hỏa là hoạt động kép có thể khóa an toàn để tránh việc vô tình khai hỏa lúc không cần thiết. Nòng súng được bọc bằng một lớp nhựa cách nhiệt.
Hệ thống nhắm cơ bản của súng là điểm ruồi. Báng súng của GM-94 có dạng ống cong và có thể gấp lên, khi gấp lại nó có thể đóng vai trò như một quai xách. Phần cuối báng súng có một miếng đệm để giảm độ giật tác động vào người sử dụng. GM-94 có thể bắn mà không mở báng khi cần thiết. GM-94 có một phiên bản sử dụng báng súng dạng khung cố định.